# Quan hệ Cuba – Iraq
Quan hệ Cuba – Iraq đề cập đến mối quan hệ hiện tại và lịch sử giữa Cuba và Iraq. Quan hệ hữu nghị của Cuba với Iraq có từ cuộc họp Phong trào Không liên kết được tổ chức tại Cuba vào năm 1979. Fidel Castro thậm chí còn cung cấp bác sĩ tới thực hiện phẫu thuật lưng cho Saddam Hussein.

## Phái bộ ngoại giao
- Cuba được công nhận đến Iraq từ đại sứ quán của nước này ở Tehran, Iran.
- Iraq được Cuba công nhận từ đại sứ quán của nước này ở Thành phố México, México.